# Eucalyptus xanthoclada
Eucalyptus xanthoclada là một loài thực vật có hoa trong Họ Đào kim nương. Loài này được Brooker & A.R.Bean mô tả khoa học đầu tiên năm 1987.